# Walckenaerianus
Genre
Walckenaerianus est un genre d'araignées aranéomorphes de la famille des Linyphiidae.

## Distribution
Les espèces de ce genre se rencontrent en zone paléarctique.

## Liste des espèces
Selon World Spider Catalog (version 16.5, 12/12/2015) :
- Walckenaerianus aimakensis Wunderlich, 1995
- Walckenaerianus esyunini Tanasevitch, 2004

## Publication originale
- Wunderlich, 1995 : Linyphiidae aus der Mongolei (Arachnida: Araneae). Beiträge zur Araneologie, vol. 4, p. 479-529.